# Гінешть (Димбовіца)
Гінешть, Гінешті (рум. Ghinești) — село у повіті Димбовіца в Румунії. Входить до складу комуни Селчоара.
Село розташоване на відстані 55 км на північний захід від Бухареста, 21 км на південь від Тирговіште, 145 км на схід від Крайови, 101 км на південь від Брашова.

## Населення
За даними перепису населення 2002 року у селі проживали 1139 осіб. Рідною мовою 1137 осіб (99,8%) назвали румунську.
Національний склад населення села:
| Національність | Кількість осіб | Відсоток |
| -------------- | -------------- | -------- |
| румуни         | 1113           | 97,7%    |
| цигани         | 24             | 2,1%     |